# Narco sous-marin

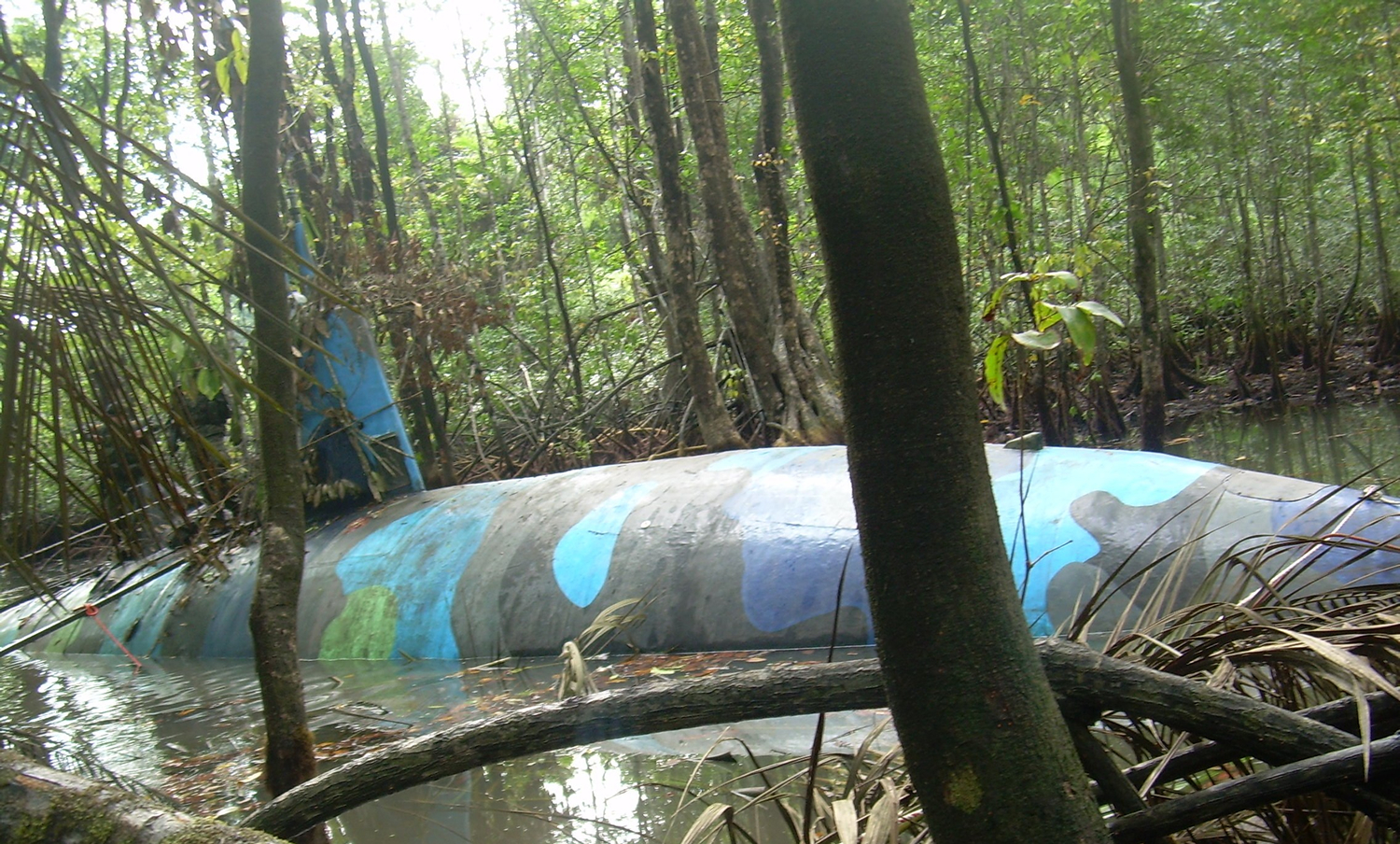
Narco sous-marin intercepté en Équateur, 2010.

Un « narco sous-marin » (anglais : narco submarine) est un type de véhicule autopropulsé et submersible ou semi-submersible (anglais : self-propelled semi-submersible : SPSS) artisanal construit pour le trafic de stupéfiants. Les narco sous-marins sont surtout connus pour être utilisés par les cartels colombiens de la drogue pour exporter illégalement la cocaïne de la Colombie au Mexique, d’où elle est souvent transportée par voie terrestre aux États-Unis. Détectés pour la première fois en 1993 par la police, ces navires sont conçus de façon à avoir une faible signature radar, sonar, infrarouge et visuelle.

## Navires des contrebandiers de la cocaïne
Pendant les années 1980, les canots go fast deviennent les navires de prédilection des contrebandiers de la cocaïne dans plusieurs régions du monde. La technologie du radar progressant, les cartels de la drogue colombiens tournent leur attention vers des vaisseaux semi-submersibles à partir des années 1990. 
Lorsque l'U.S. Coast Guard découvre un SPSS de contrebande la première fois, les autorités américaines le surnomment Bigfoot car des rumeurs circulaient à propos de leur existence, mais personne n'en avait jamais vu. Vers la fin de 2006, un Bigfoot est capturé à 145 kilomètres au sud-ouest du Costa Rica : il transporte plusieurs tonnes de cocaïne. La même année, les autorités américaines déclarent en avoir détecté trois. Deux ans plus tard, ils affirment en détecter 10 par mois, mais seulement un sur dix est capturé en moyenne. La plupart des unités interceptées sont sabordées par leur équipage et coulent en moins d'une minute,.
Après l'arrestation de Harold Mauricio Poveda le 5 novembre 2010,, une personne-clé de la filière mexico-colombienne, les autorités américaines en viennent à comprendre que les FARC, responsables de la construction des narco sous-marins, collaborent avec le Cartel de Sinaloa et le cartel Beltrán Leyva dans le but de financer ses activités,,.

## Construction
La côte pacifique de la Colombie, parsemée de cours d'eau marécageux se jetant dans l'océan, présente une longue histoire de contrebandes. Protégée par des falaises dentelées qui se jettent dans l'océan, il s’y trouve une immense jungle abritant des milliers de kilomètres de cours d'eau qui accueillent des chantiers navals clandestins. Un officier de marine colombien a mentionné que les contrebandiers qui profitent de l'abri de cette jungle doivent démontrer une capacité logistique avancée pour y amener tout le matériel nécessaire à la construction de navires, y compris de lourds moteurs et des génératrices. Parfois ces pièces sont démontées pour être assemblées à un autre endroit sous le couvert de la jungle, dans des camps aménagés pour des travailleurs. Un narco sous-marin peut coûter jusqu'à deux millions de dollars américains et il peut falloir un an pour l’achever. Malgré ce coût élevé, les sous-marins sont conçus pour durer le temps d’une seule mission et sont abandonnés dès que la livraison est effectuée. Ils peuvent transporter jusqu'à 400 millions USD de drogues en valeur de revente dans la rue.
Avec le temps, les contrebandiers ont perfectionné à la fois la conception et la fabrication de ces sous-marins : ils sont plus rapides, ils ont de meilleures qualités marines et emportent plus de matériel que les premiers modèles. Ils mesurent habituellement 18 m de long et la coque est faite de fibre de verre. Ils peuvent atteindre une vitesse de 18 km/h lorsqu'ils sont propulsés par un moteur diesel de 300 à 350 ch alimenté par des réservoirs assurant une autonomie de 3 200 km. Manœuvrés par un équipage de quatre hommes qui y vivent à l'étroit, ils contiennent suffisamment d'espace pour transporter de 2 à 10 tonnes de cocaïne. Ils possèdent un système de navigation par satellite, mais pas de toilettes. Ils sont équipés de réservoirs à ballasts qui permettent de modifier leur flottaison de façon à naviguer près de la surface de l'eau.
Puisque la plupart de leurs structures sont en fibre de verre et qu'ils naviguent à peine à la surface de l'eau, ces narco sous-marins sont pratiquement indétectables par le sonar ou le radar. Les modèles les plus récents évacuent les gaz d'échappement sous la coque pour réduire la température de ceux-ci, ce qui réduit leur signature thermique. Ils peuvent être recouverts d'une peinture bleue et laissent peu de sillage afin d’être moins visibles depuis les airs.

## Sous-marins de contrebande
Jusqu'en 2000, les autorités américaines ne croient pas à l'existence de sous-marins de contrebande. Elles ont changé d'opinion lorsque la police colombienne a découvert un sous-marin en acier de 30 m de long, en cours de fabrication grâce à l'aide d'ingénieurs nord-américains et russes, dans un entrepôt près de Bogota,. Le sous-marin à double coque aurait pu parcourir 3 700 km, plonger jusqu'à 100 m et transporter de 150 à 200 tonnes de marchandises.
Le 3 juillet 2010, les autorités équatoriennes capturent un sous-marin en service dans une jungle à la frontière de l'Équateur et de la Colombie. Ce sous-marin à moteur diesel a une coque cylindrique de 31 m de long faite de fibre de verre, un kiosque de 3 m de haut avec un périscope et un système de traitement de l'air. Le vaisseau pouvait emporter environ 10 tonnes de marchandises, un équipage de cinq ou six personnes, pouvait plonger jusqu'à 20 m et se déplacer sous l'eau sur une grande distance. Les autorités équatoriennes l'ont capturé avant qu'il ne fasse son voyage inaugural en mer,,.
Le 14 février 2011, un autre sous-marin est capturé par la marine colombienne. Le navire de 31 m en fibre de verre était caché dans la jungle près de Timbiqui au sud-ouest de la Colombie. Il pouvait plonger jusqu'à 9 m, emporter quatre personnes et transporter jusqu'à 8 tonnes de marchandises.

## Narco-torpilles
Les SPSS, même non camouflés, sont difficiles à détecter depuis un bateau, mais pas depuis les airs. Pour réduire le risque de détection, les contrebandiers colombiens ont mis au point la narco-torpille. Plutôt que de construire un navire autopropulsé, ils construisent un conteneur en forme de torpille équipé de réservoirs de ballast pour le maintenir à environ 30 m sous la surface de l'eau et il est remorqué par un banal bateau de pêche. Si un bateau de patrouille est détecté, la torpille est abandonnée. Toujours submergée, elle relâche alors une bouée camouflée dans un morceau de bois. Celle-ci transmet alors un signal sur une fréquence préétablie, qui sera capté par un autre bateau de pêche ; celui-ci prendra le relais pour transporter la torpille vers la destination. Ces bateaux de pêche ne montrent aucune activité qui pourrait provoquer leur arraisonnement.
La bouée contient un mécanisme qui élève temporairement une antenne servant à transmettre des coordonnées chiffrées plusieurs fois par jour. Ce système est une adaptation de bouées mises au point pour les filets de pêche servant à capturer les thons. L'un de ses concepteurs affirme que le système permet de livrer la marchandise 90 % du temps et que de nouvelles générations de torpilles mettront à profit une technologie de contrôle à distance via des satellites de communications.

## Routes et captures

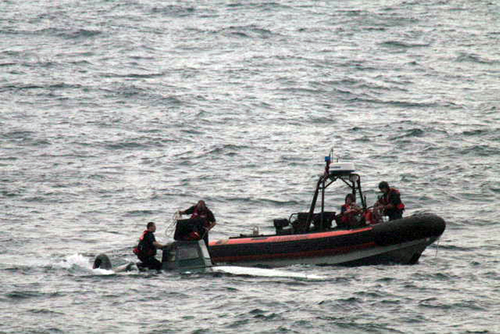
Un narco sous-marin capturé par des marins de l'US Coast Guard près de la côte du Guatemala le 17 septembre 2008.

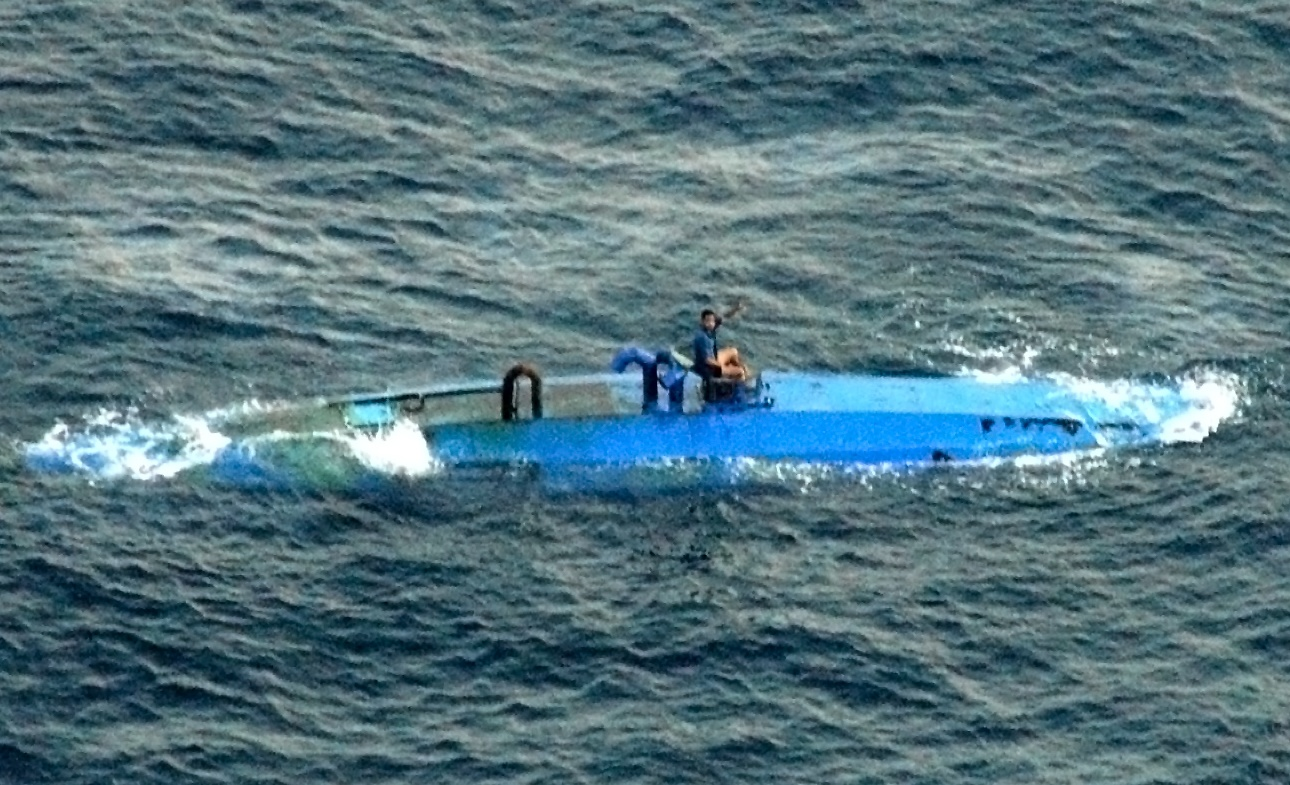
Un narco sous-marin quelques instants avant qu'il ne soit arraisonné par l'US Coast Guard en août 2007.

Des experts ont estimé qu'entre 25 et 40 narco sous-marins remplis de cocaïne ont quitté l'Amérique du Sud en 2007, et s'attendaient à ce que ce nombre double en 2008. La topographie de la côte ouest de la Colombie est presque idéale pour le transport de la cocaïne fabriquée dans des laboratoires clandestins qui sont à proximité dans le département de Nariño. Environ le tiers des 600 tonnes de cocaïne qui proviennent de la Colombie chaque année transite par la côte du Pacifique et une partie importante est transportée par des SPSS. La Sécurité intérieure affirme que 32 % de toute la cocaïne qui transite par la mer entre l'Amérique du Sud et les États-Unis est transportée par des narco sous-marins.
L'US Coast Guard affirme que les contrebandiers de la drogue ont mis au point un système logistique sophistiqué comprenant des bateaux de pêche servant de stations d'alerte tout le long des trajets menant au Mexique. De plus, ces bateaux transportent des aliments et de l'eau destinés aux équipages des narco sous-marins. Certains font même office de ravitailleur en carburant en mer. Pour des organisations de contrebande, les risques sont largement compensés par la possibilité de toucher près de 200 millions USD pour un chargement de 10 tonnes de cocaïne. Les pêcheurs embauchés servent souvent de guides, ceux qui vont au bout du trajet peuvent toucher jusqu'à 3 000 USD,.
Lorsqu'un narco sous-marin est près des côtes mexicaines, les contrebandiers déchargent la cocaïne dans des canots automobiles rapides avant de se diriger vers la terre ferme, le SPSS est sabordé pour limiter les risques de détection. En 2006, un narco sous-marin long de 10 m a été découvert sur une côte au nord de l'Espagne, les autorités croient que le chargement a été transféré avant que l'équipage n'abandonne le sous-marin. En mars 2006, la mafia calabraise a commandé 10 tonnes de cocaïne à transporter par un narco sous-marin de la Colombie à l'Italie, mais le vaisseau a été découvert par la police colombienne alors qu'il était en construction.
Pendant l'année 2007, treize vaisseaux ont été capturés sur la terre ferme colombienne ou arraisonnés en mer par des patrouilles colombiennes ou américaines, plus que toutes les captures des 14 années antérieures, mais les arrestations sont rares. Quand un chantier naval est découvert, les travailleurs s'enfuient dans la jungle. Dans certains cas, les SPSS sont remorqués par un autre vaisseau et sont sabordés s'ils sont détectés.
Pendant les six premiers mois de 2008, l'US Coast Guard et l'US Navy ont repéré 42 narco sous-marins qui se dirigeaient vers le nord en direction des États-Unis depuis l'une des côtes de l'Amérique du Sud, mais ils sont rarement arraisonnés. En 2008, l'US Coast Guard a estimé que l'arraisonnement des 85 SPSS détectés aurait permis de saisir environ 340 tonnes de cocaïne. En 2007, l'US Coast Guard a modifié les paramètres de ses capteurs acoustiques sous-marins dans le but de détecter à grande distance les moteurs des narco sous-marins.
Le 16 juillet 2008, la marine mexicaine a arraisonné un narco sous-marin de 10 m de long qui se trouvait à environ 200 km de la côte au sud-ouest d'Oaxaca, Mexique. Des soldats des forces marines spéciales mexicaine sont descendus en rappel sur le narco sous-marin et ont arrêté quatre contrebandiers avant qu'ils ne sabordent le navire. Il transportait 5,8 tonnes de cocaïne et a été remorqué à Huatulco, Oaxaca par un navire de patrouille mexicain,,,,.
Le 12 septembre 2008, l'US Coast Guard capture un SPSS à environ 560 km à l'ouest du Guatemala. Il transportait 7 tonnes de cocaïne,. Le narco sous-marin de 18 m de long, dont la coque était d'acier et de fibre de verre, a été détecté par un avion de l'US Navy dans le cadre de l'opération Panama Express et a été arraisonné par le Law Enforcement Detachment 402 de l'US Coast Guard déployé à bord de l’USS McInerney. Cinq jours plus tard, un SPSS de 18 m de long est capturé par un navire de l'US Coast Guard à environ 320 km au sud du Guatemala,.
À la fin de janvier 2009, une unité de l'armée du Sri Lanka a découvert trois SPSS en cours de construction par les Tigres de libération de l'Îlam tamoul dans les jungles de Mullaitivu, faisant de ceux-ci les premiers vaisseaux militaires sous-marins construits par un organisme non gouvernemental,. En date de 2009, la marine colombienne avait arraisonné ou découvert 33 narco sous-marins.
Lorsqu'un SPSS est capturé en eaux internationales, la situation légale des personnes arrêtées est pratiquement impossible à établir. Les États-Unis ont adopté en septembre 2008 une loi, la Drug Trafficking Vessel Interdiction Act, dans le but de punir ces personnes : est passible de « crime toute personne qui de façon consciente ou intentionnelle opère ou embarque dans un SPSS qui ne possède pas de nationalité et qui navigue ou naviguait dans les eaux internationales, dans le but d'éviter la détection , ». Une personne condamnée selon cette loi est passible d'une peine d'emprisonnement pouvant aller jusqu'à 20 ans,. Le parlement colombien a adopté une loi en juin 2009 qui punit les personnes construisant des SPSS, la peine pouvant aller jusqu'à 12 ans d'emprisonnement alors que transporter des drogues dans ces vaisseaux est passible d'une peine maximale de 14 ans.
En novembre 2019, un narco sous-marin est intercepté au large de l'Espagne avec à son bord une cargaison de cocaïne d'une valeur de 100 millions d'euros.

### Traductions
1. ↑  (en) « felony for those who knowingly or intentionally operate or embark in a self-propelled semi-submersible (SPSS) that is without nationality and that is or has navigated in international waters, with the intent to evade detection »

### Filmographie
- [vidéo] (es) Narco Submarine Technology, 2009 (un documentaire de 27 minutes avec sous-titres en anglais)
- [vidéo] (en) Colombian traffickers moving drugs in submarines
- [vidéo] (en) US Coast Guard intercepts drug running submarine
- [vidéo] (en) Rep Poe Worried About Drug Running Submarines